# Hans-Werner Meyer

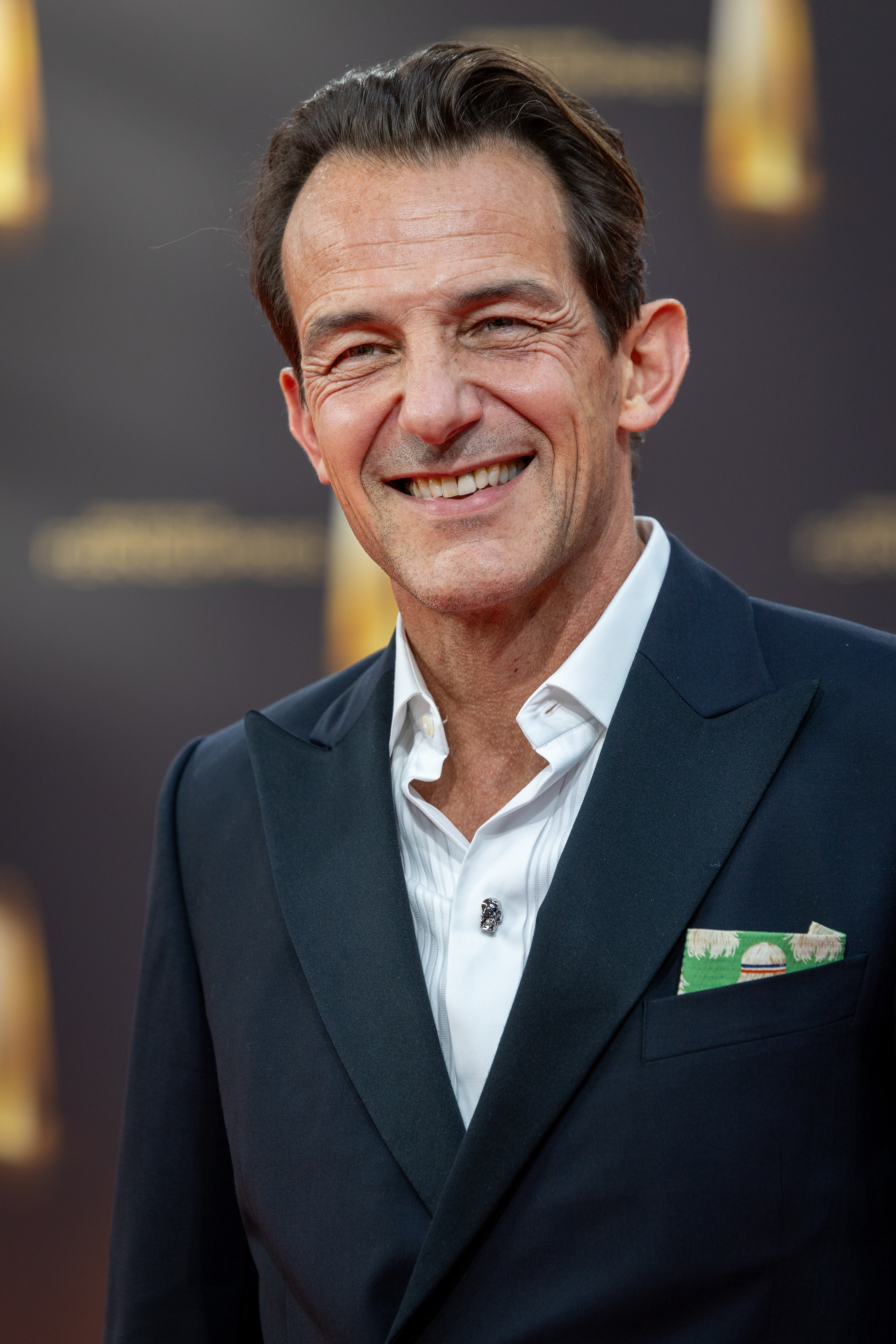
Hans-Werner Meyer beim Deutschen Fernsehpreis 2023

Hans-Werner Meyer (* 14. April 1964 in Hamburg) ist ein deutscher Schauspieler.

## Ausbildung
Hans-Werner Meyer wurde als Sohn einer Fremdsprachenkorrespondentin und eines Landschaftsarchitekten in Hamburg geboren. Er besuchte das Albert-Schweitzer-Gymnasium in Hamburg und studierte bis 1990 an der Hochschule für Musik und Theater Hannover. Meyer begann seine Karriere 1990 am Residenztheater München und wechselte 1993 an die Schaubühne am Lehniner Platz in Berlin. Er arbeitete in dieser Zeit mit bedeutenden Theaterregisseuren und -regisseurinnen wie Andrea Breth, Luc Bondy, Leander Haußmann, Robert Lepage, Elmar Goerden oder Amélie Niermeyer zusammen.

## Werdegang
Meyer wurde 1992 von Joseph Vilsmaier für den Film Charlie & Louise – Das doppelte Lottchen entdeckt. Es folgten weitere Kino- und Fernsehproduktionen wie Der Schatten des Schreibers und Es geschah am hellichten Tag, bevor er 1997 das feste Engagement an der Schaubühne verließ und sich schwerpunktmäßig dem Film widmete. Meyer gehört seitdem zu den meistbeschäftigten und vielseitigsten Schauspielern seiner Generation. Er spielte bislang in etwa 80 Filmen. Darunter befinden sich 48 Folgen der Krimiserie Die Cleveren, für deren Titelrolle des Polizeipsychologen Dominik Born er den Bayerischen Fernsehpreis 2000 erhielt, sowie 2000 und 2001 für den Deutschen Fernsehpreis nominiert wurde.
In den Folgejahren wurde das Rollenangebot vielfältiger und umfasste so unterschiedliche Figuren wie den Langstreckenläufer Dieter Baumann in Ich will laufen – Der Fall Dieter Baumann, den langsam wahnsinnig werdenden preußischen Offizierssohn Albrecht Sterenberg in dem historischen Zweiteiler Der weiße Afrikaner und den unter einer posttraumatischen Belastungsstörung leidenden Verlierer Thomas Menz in Doppelter Einsatz – Fluch des Feuers. Auf die Rolle des charmanten, aber höchst unmoralischen Robert Falk in der Tragikomödie Was für ein schöner Tag folgte mit der Darstellung des schillernden Paten eines internationalen Schleuser-Syndikats eine Hauptrolle in dem internationalen Vierteiler Im Zeichen des Drachen. Ebenfalls im Frühjahr 2005 spielte Meyer in Die andere Hälfte des Glücks, einem Drama um ein entführtes Baby, den Vater zwischen Trauer und Überwindung. Von 2012 bis zur Einstellung der Serie 2024 war er als Kriminalhauptkommissar Oliver Radek in der Fernsehserie Letzte Spur Berlin zu sehen.
Seit April 2006 ist er ehrenamtlich als Vorstandsmitglied beim Bundesverband Schauspiel (BFFS), der Gewerkschaft für Schauspieler, tätig. Er kämpft für eine Quote für freie Produktionsfirmen, wie es sie in Großbritannien gibt.
Seit 2010 engagiert er sich als Botschafter für den Karl-Kübel-Preis, der von der Karl Kübel Stiftung für Kind und Familie vergeben wird.
Als E. T. A. Hoffmanns Alter Ego Kapellmeister Kreisler präsentierte er 2015 im Konzerthaus am Gendarmenmarkt in Berlin Die musikalischen Welten des E. T. A. Hoffmann zusammen mit dem E.T.A.-Hoffmann-Kammerorchester Berlin und dem Karl-Forster-Chor.
Hans-Werner Meyer ist mit der Schauspielerin Jacqueline Macaulay verheiratet und hat zwei Kinder. 
Er hat einen Bruder – den Kabarettisten Chin Meyer – und eine Schwester. Seit 1983 tritt er unregelmäßig mit der A-cappella-Gruppe Echo-Echo, seit 1999 unter dem Namen Meier & die Geier, auf.

## Filmografie (Auswahl)

### Kino
- 1993: Charlie & Louise – Das doppelte Lottchen
- 1994: Der Schatten des Schreibers
- 1996: Busenfreunde
- 1997: Ende des Frühlings
- 1998: Marlene
- 2000: Laissez-Passer
- 2006: Lapislazuli – im Auge des Bären
- 2008: Der Baader Meinhof Komplex
- 2009: Albert Schweitzer – Ein Leben für Afrika (Albert Schweitzer)
- 2011: Einer wie Bruno
- 2013: Adieu Paris

### Fernsehen
- 1995: Busenfreunde
- 1995: Wer Kollegen hat, braucht keine Feinde
- 1996: Hallo, Onkel Doc! (Fernsehserie, Folge 3x02)
- 1997: Es geschah am hellichten Tag
- 1997: Schimanski: Blutsbrüder
- 1998: Hauptsache Leben
- 1998–2006: Die Cleveren (Fernsehserie, 49 Folgen)
- 1999: Gefährliche Wahrheit
- 1999: Und morgen geht die Sonne wieder auf
- 2000: Vera Brühne
- 2001: Liebe darf alles
- 2001: Eine außergewöhnliche Affäre
- 2001: Tatort – Gute Freunde
- 2002: Zwei Tage Hoffnung
- 2004: Der weiße Afrikaner
- 2004: Ich will laufen – Der Fall Dieter Baumann
- 2004: Doppelter Einsatz (Fernsehserie, Folge 11x03)
- 2004: Was für ein schöner Tag
- 2004: Im Zeichen des Drachen
- 2005: Die andere Hälfte des Glücks
- 2005: Contergan
- 2006: Tatort – Blutschrift
- 2006: Stubbe – Von Fall zu Fall – Verhängnisvolle Freundschaft
- 2006: Das Geheimnis von Loch Ness
- 2006: Prager Botschaft
- 2007: Ich leih’ mir eine Familie
- 2008: Mordshunger
- 2008: Der Kriminalist (Fernsehserie, Folge 2x06)
- 2008: Wir sind das Volk – Liebe kennt keine Grenzen
- 2009: Bis an die Grenze
- 2010: Das zweite Wunder von Loch Ness
- 2011: Die Schäferin
- 2011: Homevideo
- 2011: Für kein Geld der Welt
- 2011: Beate Uhse – Das Recht auf Liebe
- 2011: Tatort – Das erste Opfer
- 2012: Kennen Sie Ihren Liebhaber?
- 2012: Tsunami – Das Leben danach
- 2012: Nicht mit mir, Liebling
- seit 2012: Letzte Spur Berlin (Fernsehserie)
- 2013: Kleine Schiffe
- 2015: Lotta & das ewige Warum
- 2015: Unterm Radar
- 2017: Kalt ist die Angst
- 2021: Marie fängt Feuer – Coming Out
- 2021: Ein starkes Team: Gute Besserung

## Hörspiele (Auswahl)
- 2011: Anonym: ... und zitterte wie Espenlaub (Tony Warden) – Regie: Oliver Sturm
- 2012: A. L. Kennedy: Born a Fox - Als Fuchs geboren (Mark) – Regie: Iris Drögekamp (SWF)
- 2012: James Joyce: Ulysses (Teile 1, 5, 7, 9, 10, 15) – Regie: Klaus Buhlert (SWF / Deutschlandradio)

## Auszeichnungen
- 2000: Bayerischer Fernsehpreis als bester Hauptdarsteller für Und morgen geht die Sonne wieder auf und Die Cleveren
- 2007: Hörbuchpreis Ohrkanus 2007 für Spider[7]
- 2012: Premio Bacco (Italienischer Filmkritikerpreis)[8]
- 2024: Bundesverdienstkreuz am Bande[9]